# Metopidiothrix laguna
Metopidiothrix laguna är en mångfotingart som beskrevs av Shear 2002. Metopidiothrix laguna ingår i släktet Metopidiothrix och familjen Metopidiotrichidae. Inga underarter finns listade i Catalogue of Life.